# Antakya
Antakya (arabsky انطاكية‎, Anṭākyä; z řeckého Ἀντιόχεια, latinsky Antiocheia) je hlavní město Hatayské provincie v jižním Turecku, nedaleko hranic se Sýrií v údolí řeky Ásí, asi 20 km od jejího ústí do Středozemního moře.

## Historie

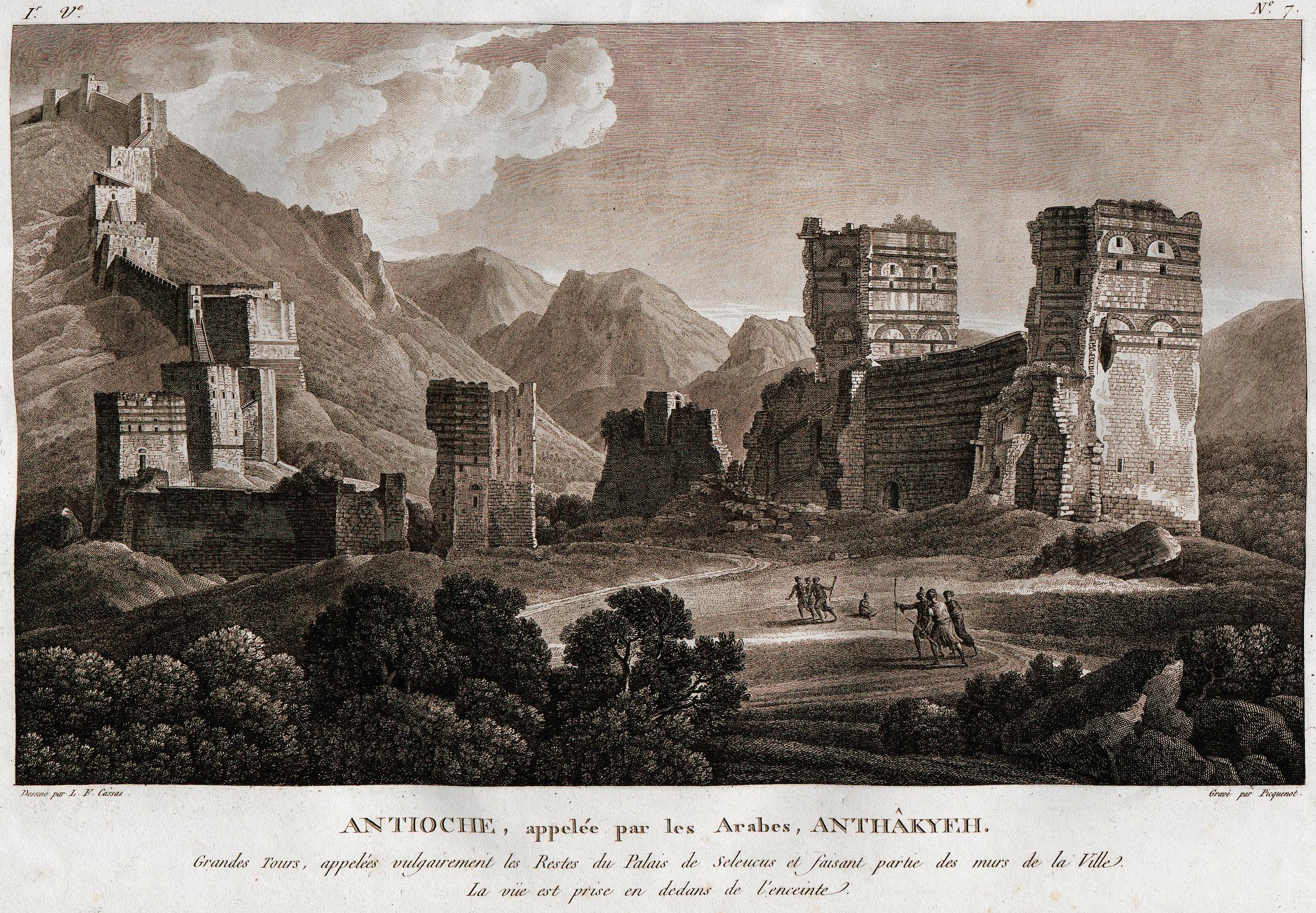
Ruiny Seleukova paláce v Antiochii, zničeného Araby, Louis-François Cassas, rytina (1799)

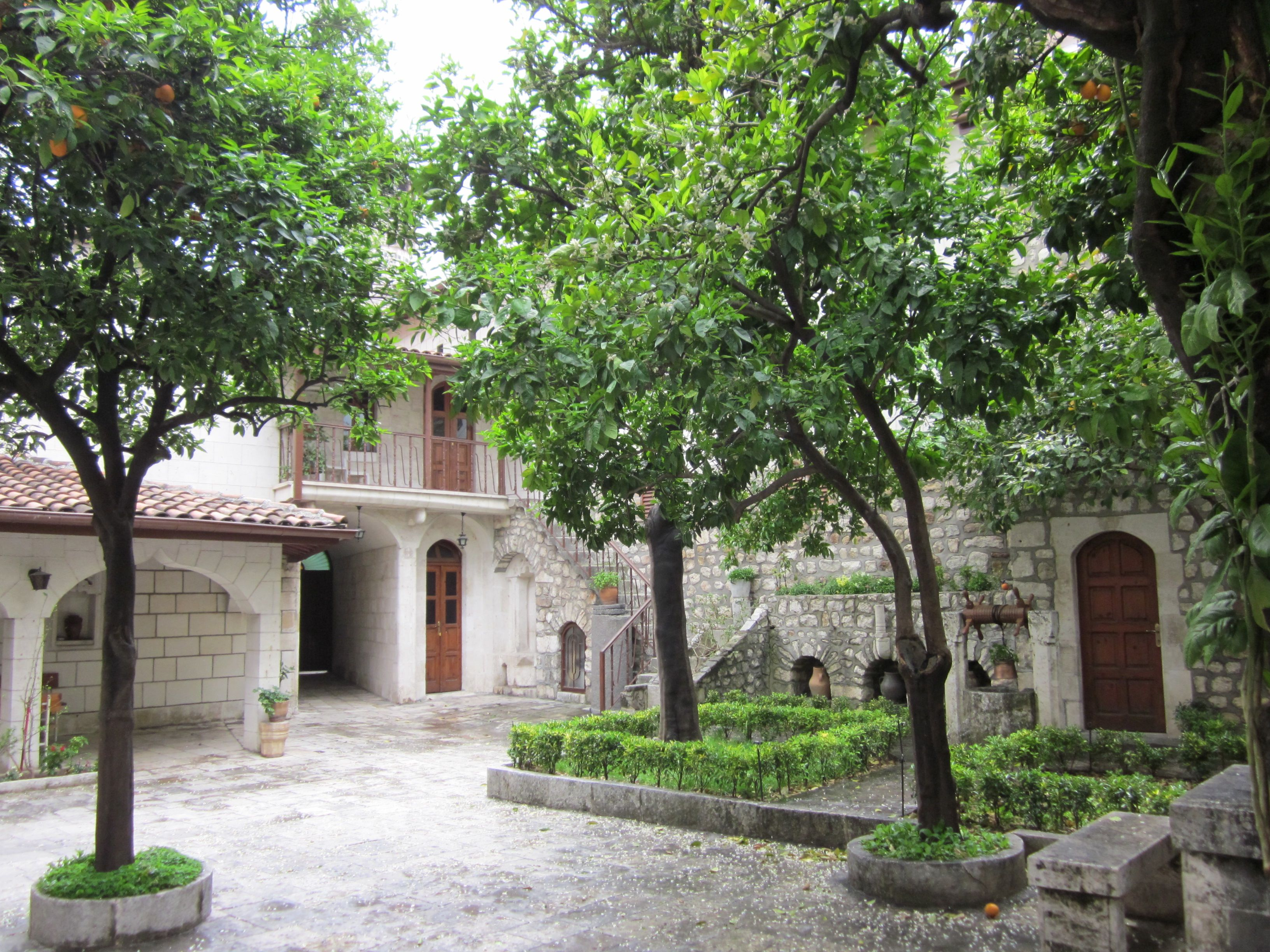
Nádvoří kostela sv. Petra

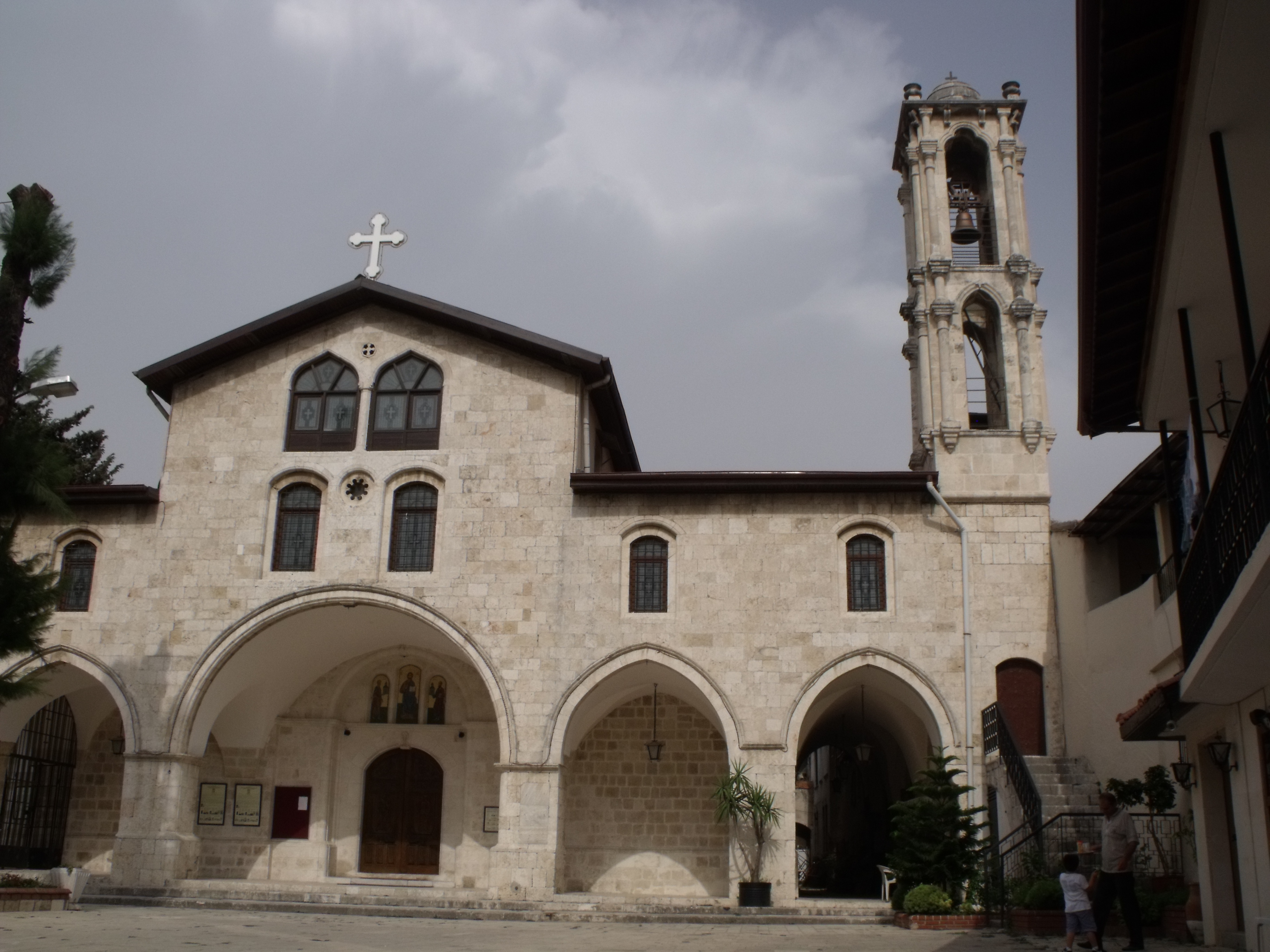
Kostel sv. Pavla

Území bylo osídleno již v 6. tisíciletí př. n. l. Město leží v místech významného antického historického města Antiochie.
Makedonský král Alexandr Veliký po vítězství nad Peršany v bitvě u Issu v roce 333 př. n. l. následoval Oronty na jih do Sýrie a obsadil také tuto oblast. Město Antiochie však bylo založeno až po Alexandrově smrti v roce 300 př. n. l., založil je helénský král Seleukos I. Níkátor. Město svou polohou a významem sehrálo důležitou strategickou roli v říších Seleukovské, Římské i Byzantské. Byzantinci se utkali s perskými Sásánovci při obléhání Antiochie. Perský král Šapúr I. porazil římskou armádu, ale v bitvě u Antiochie v roce 613 Peršané město dobyli. Křesťanství zde zapustilo kořeny již v době apoštolské, zejména díky práci sv. Pavla a sv. Barnabáše. Šlo zejména o syrskou a antiochijskou pravoslavnou církev, stejně jako během vzestupu islámu, k němuž došlo po dobytí města Araby, kteří je přejmenovali na Anatakyi. Byzantintští císaři vládli městu od roku 969, Seldžukové v roce 1084, nad nimiž zvítězili roku 1098 křižáci a v roce 1268 Mamlúkové.
V roce 1517 se město stalo součástí Osmanské říše, která je začlenila do Aleppského ejáletu. Po první světové válce a zániku říše bylo součástí mandátních území Francie, v roce 1939 se na základě referenda stalo součástí Turecka.

### Zemětřesení 2023
Město leží v seismickém pásmu. 6. února 2023 utrpěla Antakya katastrofální škody v důsledku zemětřesení mezi Tureckem a Sýrií. Nejméně 1200 budov v centru města a ve čtvrtích Kirikhan a İskenderun bylo srovnáno se zemí. Zřítily se „téměř všechny“ domy v okrese Cebrail, zničeny byly historické kostely a mešity, včetně kostela sv. Petra a Pavla.

## Obyvatelstvo
Dnešní město má přibližně 378 tisíc převážně tureckých a menšinově arabských obyvatel.

## Památky
- Skalní kostel sv. Petra a Pavla, zdejších následovníků Ježíše, kteří byli podle Nového zákona jako první nazýváni „křesťany“[2], patří řecké pravoslavné církvi.
- Kostel sv. Pavla
- Klášter sv. Simeona
- Mešita Habib'i Neccar
- Hrad Bagras postaven křižáky a templáři
- Hatayské archeologické muzeum je známé svou sbírkou římských a byzantských mozaik.